# اچ‌ام‌اس تیزر (آر۲۳)
اچ‌ام‌اس تیزر (آر۲۳) (به انگلیسی: HMS Teazer (R23)) یک کشتی بود. این کشتی در سال ۱۹۴۳ ساخته شد.